# Варнажен, Франсиску Адолфу ди
Франсиску Адолфу ди Варна́жен, виконт Порту-Сегуру (порт. Francisco Adolfo de Varnhagen; 17 февраля 1816, Иперо, Бразилия — 26 июня 1878, Вена, Австро-Венгрия) — бразильский дипломат и историк. Он является покровителем 39-й кафедры Бразильской академии литературы и считается «отцом современной бразильской исторической науки».

## Биография
Родился в семье немецкого военного инженера Фридриха-Людвига-Вильгельма Фарнхагена, поступившего на службу португальской короне и отправленного в Бразилию инспектировать месторождения руды. Франсиску Адолфу начальное образование получал в Рио-де-Жанейро, а затем отправился с семьёй в Лиссабон, закончив там военно-инженерное училище и отслужив в войсках сторонников Педру I. Он вернулся к своей учёбе, изучая языки, политэкономию и палеогеографию.
Его первой исторической работой станет Notícia do Brasil, написанная между 1835 и 1838 годами. Его исследования привели его к находке давно утраченной могилы Педру Алвареша Кабрала в Игрежа да Граса в Сантарене. Варнажен был принят в Академию наук Лиссабона.
Затем вернулся в Бразилию в 1840 году, поступив в Бразильский историко-географический институт в 1841 году. В 1844 году он получил бразильское гражданство и смог сделать дипломатическую карьеру. Он служил в Португалии и Испании, где смог использовать архивы Севильи и Симанкаса для работы над своей историей Бразилии. Позже он продолжил дипломатическую службу в Парагвае, где нашёл правящий режим Карлоса Антонио Лопеса одиозным, но собрал дополнительные материалы для своей истории Бразилии, особенно об индейцах тупи. Также представлял Бразилию в Венесуэле, Республике Новая Гранада (современная Колумбия), Эквадоре, Чили (где он встретил свою жену, аристократическую чилийскую даму Донью Кармен Овалье-и-Викунья, женившись на ней в 1864 году), Перу, Нидерландах и Австро-Венгрии.
В 1872 году император Педру II даровал ему титул барона Порту-Сегуру, а два года спустя он был повышен до виконта. Местом его последнего назначения была австрийская столица Вена, где он занимал должность посла до своей смерти в 1878 году.
Его останки были перевезены в Сантьяго-де-Чили, но спустя годы были перезахоронены у памятника, установленного в его честь в городе Сорокаба. Часть его библиотеки приобрел библиофил Жозе Миндлин.

## Вклад в историческую науку
В 1854 году он опубликовал первый из пяти томов своего главного исторического труда «Всеобщая история Бразилии» («História Geral do Brasil»). Следующий том вышел в свет в 1857 году. Изложение им событий и процессов охватывает период до 1831 года. Работа Варнхагена была признана в то время крупным вкладом в историографию Бразилии, высокую оценку ей дал прусский учёный и интеллектуал Александр фон Гумбольдт.
Исторические сочинения Варнажена, основанные на богатейшем документальном материале из архивов Бразилии, Португалии и Парагвая, содержат ценные сведения о нравах и быте индейских племён, их языках и религии верованиях. В дискуссии о вкладе коренных народов в формирование Бразилии он отвергал индейскую школу, считавшую их «благородными дикарями» и «основой brasilidade» (бразильскости), и в противовес этому утверждал, что они «не были хозяевами Бразилии» и «не могли быть цивилизированы иначе, чем силой». При этом он первым из бразильских историков обратил внимание на важную роль рабов в материальном производстве в Бразилии.
Оправдывая в целом существование монархического режима, поскольку он дал Бразилии сильное центральное правительство, Варнажен не игнорировал и роли республиканского и демократического движений в истории страны. У него была неоднозначная оценка иезуитов в Бразилии, хотя он отдавал должное их достижениям. Что касается тридцатилетней оккупации северо-востока страны голландцами, то он считал этот эпизод прискорбным, но одновременно полезным для Бразилии, видя в нидерландцах «нацию более активную и трудолюбивую».